# Джулия Чан
Джулия Чан (англ. Julia Chang; яп. ジュリア・チャン) — персонаж серии игр Tekken. Появилась в Tekken 3 в 1997 году. Джулия является приёмной дочерью Мишель Чан. Альтернативной версией персонажа является Джейси (англ. Jaycee) — боец Луча Либре, появившийся в Tekken Tag Tournament 2.

## Появление

### В видеоиграх
Будучи ребёнком, Джулия была оставлена на территории индейцев в Аризоне и была найдена Мишель Чан — полуиндианкой-полукитаянкой, которая удочерила её и научила боевым искусствам, чтобы она могла защитить свою родину. Джулия также изучала археологию в племенных землях Мишель.
Когда Джулии исполнилось восемнадцать лет, истории о внезапных исчезновениях мастеров боевых искусств по всему миру достигли племени. Племя узнало, что исчезновения происходили из-за Бога Войны Огра и боялись, что причиной этого является кулон Мишель. Мишель отправилась в Японию, чтобы узнать у Хэйхати Мисимы правду о кулоне, но не вернулась. Джулия подозревала Хэйхати и вступила в третий турнир «Король Железного кулака», чтобы узнать правду.
Опасаясь, что быстро растущая глобальная экосистема угрожает её родине, Джулия присоединилась к группе исследователей в области генетики, возглавляемой Профессором Т, который изучил биологический механизм лесовосстановления. Группа тесно сотрудничала с корпорацией G, чьи высокотехнологичные компьютеры использовались для хранения данных исследования.
Тем не менее, исследование внезапно прекратилось, когда дзайбацу «Мисима» прорвалась в корпорацию G и похитила данные. Зная, что ей нужны данные, чтобы спасти её дом, Джулия вступила в четвёртый турнир «Король Железного кулака», чтобы получить их. Она не смогла их получить и попыталась возобновить своё исследование, но всегда понимала, что без данных её исследования были бесполезны.
Однажды Джулия получила письмо на иностранном языке, в котором сообщалось о турнире «Король Железного кулака 5». Она подписала контракт, надеясь снова получить данные.
После получения украденных данных Джулия закончила своё исследование и вернулась в Аризону, чтобы встретиться с группой, которая помогла бы ей реализовать её план.
Она также встретилась со старухой, которая утверждала, что может слышать духов. Она помогла Джулии с программой омоложения, но незадолго до того, как она ушла, она дала зловещее предупреждение, чтобы Дзин Кадзама и Кадзуя Мисима не были столкнуты друг с другом, так как это привело бы к воскрешению великого зла, которое закончило бы мир. Чтобы этого не произошло, Джулия решила войти в шестой турнир «Король Железных кулаков».
Джулия появляется в качестве играбельного персонажа в неканонических играх Tekken Tag Tournament и Tekken Tag Tournament 2, а также в Tekken Card Challenge, упоминается в Death by Degrees. Джулия также появляется в кроссовере Street Fighter X Tekken, где её напарником в таг-режиме является Боб.

### В других медиа
Досье Джулии упоминается в анимационном фильме Tekken: Blood Vengeance. Джулия также появляется в манге Tekken: Tatakai no Kanatani и в комиксе Tekken Forever.
В феврале 2013 года Kotobukiya выпустила окрашенную фигурку Джулии в образе Джейси из меди размером 1/7, разработанную художником Ямаситой Суня.

## Внешний вид
Джулия Чан — молодая американка с каштановыми волосами, которые она заплетает в косы. Она дебютировала в Tekken 3 в возрасте 18 лет, её рост — 165 см, вес — 54 кг. Джулия использует различные китайские боевые искусства, со многими приёмами, подобными тем, что были у Мишель. Несмотря на то, что она приёмная дочь Мишель, они похожи внешне. Как и её мать, Джулия обычно носит индейский стилизованный наряд с короткой юбкой, ковбойскими сапогами и индейским головным убором. Когда Джулия становится участником группы лесовосстановления, начиная с Tekken 4 у неё экипировка исследователя с белой рубашкой под синей курткой и брюками; она также носит очки.

## Джейси
В Tekken Tag Tournament 2 Джулия Чан появляется под псевдонимом Джейси или J.C. как боец Луча Либре. Её можно увидеть в открывающемся трейлере в качестве бойца и партнёрши Армор Кинга в таг-режиме. Носит маску Луча, заняв место своей подруги, получившей травму в автокатастрофе. В видеоконцовке Мишель Чан — Мишель надевает маску Луча Либре, чтобы объединиться с Джейси против Кинга и Армор Кинга. За Джейси также можно сыграть вместо Джулии в Tekken Revolution.
Создатель серии Tekken Кацухиро Харада подтвердил, что «Jaycee» является каламбуром от «Julia Chang» (если убрать маску Джейси в настройках игры, высвечивает имя Джулии). В Tekken Tag Tournament 2 Джулия получает некоторые приёмы Луча Либре, сохраняя при этом большую часть приёмов, которые у неё были в Tekken 6. Некоторые из приёмов, которых Джулия лишилась в Tekken Tag Tournament 2, были отданы Мишель Чан.

## Отзывы
В польском издании GameStar поставили Джулию на 11 место в опросе 2006 года «Мисс Мира видеоигр». В 2009 году GameDaily включил её в список «цыпочек, которые надерут вам задницу» и упомянул среди «красоток Tekken», заявив, что «если бы все экологи выглядели как Джулия Чан, мы бы исчезли зелёные века назад и всё, что мы знаем, так это то, что мы всё ещё думаем, что её шорты не достаточно коротки», а также в список «девушек всея Америки». В 2011 году UGO Networks указала Джулию как одну из самых красивых бойцов файтингов, добавив, что она также является их любимым бойцом-индейцем. В 2012 году Entertainment Focus назвала Джулию восьмой лучшей героиней видеоигр, заявив, что «её стиль хиппи и элегантная талия в сочетании со смертельными движениями и сердобольностью делают её уникальной». Она была поставлена GameHall на 29 место в списке девушек в играх с лучшей внешностью в 2014 году.
В 2013 году Complex поставил Джулию на 18 место в списке лучших персонажей Tekken, комментируя, что «обладающая одним из самых наказывающих бросков в списке персонажей, она будет разбивать сердца ботаников долгие годы». В официальном опросе Namco Джулия была 22-м самым желаемым персонажем в Tekken X Street Fighter, набрав 6,35 % голосов; дополнительные 4,21 % голосов были также отданы за Джейси, подсчитанные отдельно.
В 2011 году Dorkly назвал её одним из самых стереотипных персонажей-индейцев в файтингах с сюжетным режимом, поставив на седьмое место, и сравнив с Мишель Чан. В AbTeC назвали Джулию «интересным случаем» и отметили, что «она образована и надирает задницу». Game Informer включил Джейси в список «самых смешных персонажей Tekken Tag Tournament 2».